# صدف گزلیکی
صدف گزلیکی (نام علمی: Ensis directus) نام یک گونه از راسته صدف‌های سفت‌پوسته است.